# Гамбург-Зазель
Зазель (нім. Sasel) — частина району Вандсбек вільного та ганзейського міста Гамбург. До 2008 року Зазель належав до колишнього району місцевого самоврядування під назвою Альстерталь. На захід від Зазелю знаходиться Поппенбюттель, на північ — Лемзаль-Меллінгштед, на північний схід — Бергштед, на схід — Фольксдорф, на південний схід — Фармзен-Берне та Веллінгсбюттель, і на південний захід — Брамфельд.